# Cathorops higuchii
Cathorops higuchii és una espècie de peix de la família dels àrids i de l'ordre dels siluriformes.

## Morfologia
Els mascles poden assolir els 19,2 cm de llargària total.

## Distribució geogràfica
Es troba al vessant atlàntic de Centreamèrica entre Hondures i Panamà.